# Ideologija
Pojam ideologija (francuski: idéologie, od dva pojma poreklom iz grčkog,  i ) skovan je krajem XVIII veka. Ovaj pojam dobija različita značenja kod raznih mislilaca u XIX i XX veku.
Danas se koristi u dva osnovna značenja.
- Često ima vrednosno negativno obeležje, označavajući iskrivljenu, lažnu svest, odnosno iskrivljenu sliku stvarnosti prilagođenu nečijim vrednostima i interesima.
- Postoje i neutralna značenja u duhu funkcionalizma:
  - sistem ideja koje zastupa neki pojedinac ili grupa, ili
  - proučavanje ideja i sistema ideja raznih pojedinaca i grupa.

## Rečničko značenje
U našem jeziku se navodi niz značenja pojma „ideologija“. Navodi se neutralno i negativno značenje, te vezanost uz skupinu ili uz pojedinca.
1. Proučavanje ideja i rad na idejama.
2. U politici:

- primjenjeno mišljenje, ukupnost pojmova i konstrukcija u različitim oblicima svesti, usmjerenih na direktno ostvarivanje i praktično delovanje;
- razgovorno: krivo ili ekstremno shvaćanje i tumačenje kakve ideje (u frazama: „zadojen ideologijom“, „zasljepljen ideologijom“ i sl.).

1. Ukupnost filozofskih, društvenih, političkih, moralnih, religioznih itd. ideja svojstvenih jednom razdoblju ili jednoj društvenoj grupi (npr: „prosvjetiteljska ideologija“, „građanska ideologija“, „militaristička ideologija" itd.).
2. Razgovorno:

- puka teorija o čemu, otuđena od životne prakse;
- životno opredeljenje („nečija lična ideologija“).

### Engleski jezik: samo neutralno značenje
Tradicija korištenja pojma „ideologija" u negativnom, pa i pogrdnom značenju potiče iz francuskog, odakle je ušla u nemački (pa je tako koriste i Marks i Engels) i druge evropske jezike. Iako je u engleski jezik reč ideology takođe ušla iz francuskog, a u tekstovima marksista pojavljuje se i negativno značenje, savremeni engleski rečnici navode samo neutralno značenje.
Oxford Advanced Learner's Dictionary navodi za „ideology“:
- ideje (odnosno skup ideja) koje čine osnovu neke ekonomske ili političke teorije, ili koje podržava neka grupa ili osoba.

Majkrosoftov Encarta Worlds English Dictionary daje širi opis i razlikuje dva značenja:
1. Sastav društvenih verovanja: pažljivo organizovani sastav verovanja, vrednosti i ideja koje čine osnovu socijalne, ekonomske ili političke filozofije ili programa.
2. Orijentacioni sastav verovanja (meaningful belief system): skup verovanja, vrednoti i uverenja koji usmerava način na koji pojedinac ili grupa kao što je društvena klasa misli, deluje i razumeva svet.

Encyclopaedia Britanica (15. izdanje) navodi takođe neutralnu definiciju.

## Poreklo i pojam ideologije
Ideologija spada u one pojmove čije terminsko poreklo ne ukazuje mnogo na njihovu suštinu.
Razlog tome je veoma različito značenje termina ideologija tokom njegovog trajanja, a počev od samog njegovog nastanka, kao i njegova upotreba u dnevnopolitičke svrhe, pa čak i radi degradacije političkih protivnika, takođe od početka njegove upotrebe.
Termin je stvorila grupa filozofa okupljenih oko Antoana Desti de Trasija, koji su ga zajedno sa njim osmišljavali tokom Francuske revolucije, a on ga je prvi put javno upotrebio 1796. godine.
U momentu nastanka termin je odslikavao u potpunosti sadržaj pojma ideologije kako ga je zamislio de Trasi - kao nauke o idejama. De Trasi je smatrao da će ideologija služiti za otkriće ideja svake, a ne samo političke vrste i da će zbog toga ideologija postati kraljica nauka. Umesto toga, Napoleon I je sa svoje državničke pozicije ismejao ove pokušaje, a ovu grupu filozofa, koji su inače bili njegovi politički protivnici, podrugljivo nazvao „ideolozima“. Tako već od samog svog nastanka reč ideologija postaje i etiketa koja će se lepiti političkim protivnicima.
Ideologijom kao pojavom će se nesumnjivo najviše baviti marksisti i tek oni će „ovaj način mišljenja razraditi sa metodskom doslednošću“. Lenjin će ideologiju tretirati kao ideje neke, što znači i radničke klase koje unapređuju njen položaj u politici i društvu. Međutim, sam Marks je mislio drugačije o ideologiji smatrajući da su misli vladajuće klase ujedno i vladajuće misli u toj epohi, što vodi tome da ideologija postane lažan ili iskrivljen pogled na svet. Zato je smatrao da proletarijatu nije potrebna nikakva socijalistička ideologija, jer mu nisu potrebne iluzije. Ovi Marksovi pogledi su postali više poznati tek kada je 1932. godine slučajno otkriven njegov najvažniji spis na ovu temu: Nemačka ideologija, u kojem je ključna misao da je ideologija „pogrešna svest“. Osim toga, Marks je smatrao da je ideologija potpuno suprotna nauci kao zoni istine.
Međutim, zagrejanost marksista za ideologiju i opredeljenost za njenu upotrebu u politici su već bili preveliki, a uz to i višedecenijski, tako da ih ovo otkriće nije otklonilo od Lenjinovog i Staljinovog puta snažne ideologizacije društva.
Potom će Antonio Gramši u svojim radovima pokazati da liberalna ideologija prožima sve segmente buržoaskog društva od politike do obrazovanja i umetnosti. Međutim, i socijalističke države su činile isto proglašavajući marksizam-lenjinizam, a potom i staljinizam za zvaničnu socijalističku ideologiju. I nacifašizam je takođe kao zvanična ideologija u to vreme prožimao više društava u svim njihovim segmentima. Tako je vremenom pogrdnost vezana za termin ideologija menjala metu. Dok je Napoleon sa pozicija vlasti obezvređivao svoje protivnike zbog služenja ideologijom, u 20. veku ideologija postaje oružje opozicije kojom ona obezvređuje nastojanja vlasti kao ideološka tj. kao lažna.
Tek u drugoj polovini 20. veka ideologija počinje da se posmatra na objektivan i naučan način, čemu prethode i neki raniji radovi na temu ideologije, pre svega Karla Manhajma.
Sve to je doprinelo da ideologija do danas bude jedan od najneodređenijih i „najneuhvatljivijih“, iako ujedno i jedan od najvažnijih pojmova u celokupnim društvenim naukama.
I danas se terminu ideologija pridaju veoma različita značenja koja se mogu svrstati u dve grupe. Po prvoj, ideologija je ukupnost društvene svesti oblika socijalnih objedinjenja (klasa, nacija, država, društvenih grupa, organizacija itd.), a po drugoj, ideologija je specifična pojava u društvenoj svesti - manje ili više netačna, iluzorna, ograničena svest, koja nastaje usled dejstva društvenih činilaca na saznanje. Pri tom, ovo drugo značenje je znatno šire rasprostranjeno od prvog.
Današnja definicija ideologije je sledeća: ideologija je sistematizovani skup političkih ideja, principa i društvenih ideala koji reprezentuje pogled na svet neke društvene grupacije izražavajući njene interese i potrebe, stvoren u praktične svrhe podsticanja te grupacije na političko delovanje, u formi idejne potpore aktivnostima na planu osvajanja ili očuvanja političke vlasti ili, pak, uticaja na nju.
Ideologija može biti predstavljena u formi nekog učenja, političke doktrine ili zvaničnog državnog stava, ali u formi politizovane interpretacije nekog religijskog učenja ili pogleda na svet i njegove probleme.
Ona može težiti davanju odgovora na sva pitanja koja se tiču ljudskog društva i njegovih problema i naznačavati pravac razvoja ljudskog društva u celini, i takvu ideologiju Manhajm onda naziva „totalnom“, mada bolje je nazivati je opštom, kako bi se izbegla moguća asocijacija na totalitarnost, ili, pak, može težiti rešavanju problema samo u jednoj sferi društva i politike ili samo u jednoj državi, i tada se ona može zvati partikularnom, kako i predlaže Manjahm.
Da bi jedna ideologija bila označena kao „totalna“, odnosno opšta Manhajm zahteva kao dopunski kriterijum i to da je ona bila ili da jeste vladajuća kao „zvanična“ ideologija u jednom društvu, što pak nije neophodno s obzirom na to da su mnoge ideologije dominantne, pa i vladajuće u nekim društvima, a da pri tom nikako nisu bile i ozvaničene kao takve.
Kao partikularne, ideologije se mogu odrediti po nekom parcijalnom društvenom problemu na čije rešavanje su usmerene, ali i po posebnosti grupe kojoj se obraćaju i koja treba da bude nosilac ideološke aktivnosti. Partikularna ideologija može prerasti u opštu, kao što je proleterska ideologija kao ideologija jedne posebne društvene klase prerasla u socijalističku ideologiju, koja je prožimala sve aktivnosti u društvu i težila da rešava sve probleme u društvu iz svog idejnog ugla.
Brojne tipologije i potklasifikacije ideologija ukazuju na njihovo sadržajno bogatstvo i diversifikantnu raznovrsnost. Nisu retki ni spojevi ideologija ili njihovih vodećih principa, što usled pragmatskih razloga, što usled nemanja originalnosti, pri čemu su neki od tih hibridnih modela ideologije poput nacionalsocijalizma ili fašizma kao mešavina, pre svega, konzervativističke i nacionalističke, a delom i drugih ideologija, bili i široko socijalno prihvaćeni u vremenu svog nastanka.
Najaktivniji zastupnici neke političke ideologije su političke stranke i druge političke organizacije, kao i društveni pokreti.
Glavne funkcije ideologije su:
1. podsticajna, u smislu podsticanja na vršenje političke aktivnosti radi realizacije političkih ciljeva koje proklamuje data ideologija,
2. homogenizirajuća, u smislu građenja snažnog jedinstva među onima koji usvajaju istu ideologiju,
3. objašnjavajuća, svaka ideologija teži da objasni svet i njegove probleme i da da uputstvo za akciju u njemu,
4. opravdavajuća, ideologija postoji i radi opravdavanja učinjenog za projektovane ciljeve.[8]

Daleko najvažnija funkcija ideologije je podsticajna. Glavna moć ideologije je, naime, u izazivanju u ubeđenja, a ljudi koji su ubeđeni u ispravnost ideja koje slede su uvek daleko prilježniji na delu od onih koji su privoljeni na delovanje. Zbog toga, ideologija često žrtvuje istinu i zapostavlja objektivnost upravo zarad uvećanja svoje dimenzije podsticajnosti.
Otuda, takav sistematizovan skup političkih ideja kakav je ideologija nikada nije ujedno i naučna teorija, ma koliko ličio na nju, pa čak i onda kada se to zvanično tvrdi, jer teoriju upravo njena naučnost obavezuje na objektivnost i istinitost. Šta više, „svim tipovima teorije zajedničko je da su one u suprotnosti prema ideologiji“.
Sve ostale funkcije ideologije su ponajviše u službi njene podsticajnosti.
Izražena posvećenost ideologije podsticanju na konkretni politički angažman često vodi ideologiju u sferu političke manipulacije i drastičnog približavanja pukom pragmatizmu. Zamagljivanje istine se tada javlja kao, ako ne glavni cilj, a ono važno sredstvo ideologiziranja političke stvarnosti. Politika kao umetnost iluzije uveliko potvrđuje baš na polju ideologije da čovek ne teži da vidi svet onakav kakav jeste, već onakav kakav on želi da jeste. Zato ideologije i nisu okrenute rešavanju problema, kao što tvrde ideolozi, već masovnoj političkoj mobilizaciji s ciljem što efikasnijeg političkog delovanja radi uticaja na vlast, njenog osvajanja ili ostatka na njoj. Ono što ideologije najviše menjaju su ljudi i njihova uverenja. Zato ideologija zahteva verovanje, a ne razumevanje. U onoj meri u kojoj se glavne postavke neke ideologije pretvaraju u verujuće dogme, ona postaje okoštalo duhovno dobro sa perspektivom da se brzo nasuče na greben realnosti. Ako usled dogmatizovanja postanu parareligije, ideologije se odnose prema zvaničnim religijama kao prema konkurentima i zabranjuju ih ili nipodaštavaju, ako ih već ne mogu instrumentalizovati za sopstvene ciljeve.
Svaka ideologija stvorena je sa namerom ovaploćenja njenih ideja u političkoj praksi, čemu treba da prethodi osvajanje svesti neke društvene grupe, a potom i celog društva. Otuda se one pri zagovaranju političkog angažmana nikada ne obraćaju samo onoj društvenoj grupaciji koja je mogući nosilac te ideologije već celom društvu. Zapravo, od te grupacije se zahteva verovanje, a od ostatka društva razumevanje, i to ne samo ideja već i načina njihove realizacije. U tom smislu je ideologija iskorak misli ka stvarnosti i most između teorije i prakse.
Bar sudeći po svetskoj ofanzivi liberalne kao opšte ideologije, i pojavi i trajanju drugih, a naročito partikularnih ideologija, perspektive ideologije kao političke pojave su i dalje veoma dobre iako je još 1960. godine Daniel Bel postavio tezu o kraju ideologija, koju su potom razvijali mnogi, pa tako ugledna imena društvenih nauka kao što su Remon Aron ili Simor Martin Lipset. Sve postavke teorija o „kraju ideologije“ su se do sada pokazale kao neodržive, pa bi bilo možda korisnije da se, umesto što se zagovara jedno dezideologizovano društvo, više govori o fenomenu neprekidnih zamena ideologija jednih drugim, njihovom ukrštanju i obnavljanju, kao i o njihovom kruženju. Jer, kao što ideje lako menjaju ljude, isto tako i ljudi menjaju ideje. Oni koji to ne čine lako, masa naziva fanaticima, iako to oni uglavnom nisu.
Postojanje ekologizma, feminizma, globalizma, ali i džihadizma i katolicizma, i još čega drugog ideološki partikularnog, što preti da postane opšta ideologija, ukazuje na ljudsku potrebu oslanjanja ne samo na skupove gotovih ideja koje se tiču večnih političkih zagonetki u svakom društvu već i na nužnost razmatranja novih, nastajućih problema koji traže nove ideološke postavke, i u krajnjem i nove ideologije, kojim se adekvatnije nego do sad može zadovoljiti večita i opšta ljudska želja za dobijanjem uputstva za najuspešnije moguće delanje u politici.
Taj pritisak novog dovodi do toga da i u sferi ideologija i ideološkog postoji fenomen mode. Šta više, ništa u politici ne mora toliko da bude u skladu sa političkom modom svog vremena kao što mora ideologija. Zato se i može reći da je svaka ideologija ništa drugo do izraz političkog duha onog vremena u kome nastaje i upotrebljava se.
To se odnosi i na prostor, jer je svako savremeno društvo prožeto nekom ideologijom i samo je pitanje kojom i koliko. To što neke države imaju „zvanične ideologije“ a što neke, pak idu u drugu krajnost da ne priznaju prisustvo ikakvih ideologija, obično ih pri tom krijući iza čudnih ideoloških spojeva, ne menja stvar. Naprosto, svi politički sistemi se uvek zasnivaju na nekoj ideji i tako će, bar zadugo ostati.
Dezideologizacija ne samo da „nije nikakav pravolinijski“ već je očigledno i veoma dug proces, a naročito onda ako je niko osim teorije i teoretičara ne priželjkuje.

## Bejkon i prosvetiteljstvo
Preteča moderne teorije ideologija je Fransis Bejkon (1561-1626) sa svojim razmatranjima o idolima. Njegova četiri „idola“ opisuju razne oblike „iskrivljenje svesti“ (predrasuda, obmana), te se i danas često spominju.
Slično francuski prosvetitelji XVIII veka, mada još ne znaju za pojam ideologija, koriste slične termine za obiležavanje negativnih ideja: skup dogmi i predrasuda koje su u službi privilegovanih staleža, čemu treba suprotstaviti sigurno, na iskustvu zasnovano znanje.

## Senzualizam: učenje o idejama
Krajem XVIII veka grupa francuskih mislilaca kojima je na čelu Antoan Desti de Trasi naziva svoju filozofiju ideologijom (Idéologie), a sebe same ideolozima (idéologues); pojam je skovao de Trasi 1796. Njihova filozofija - senzualizam - je radikalna varijanta empirizma. Ideologija je „učenje o idejama“, međutim pojam „ideja“ kod njih nije vezan uz duhovnost. Sve ideje potiču iz čula (senzacija), koja daju osnovu i građu čitavoj našoj spoznaji. Čula se međusobno spajaju i dolaze u različite odnose, preko mozga kao organskog centra, čime se stvaraju složene „ideje“.
Ideolozi gaje optimističko uverenje da će nauka o idejama osloboditi ljude od predrasuda i pripremiti ih za vrhovništvo razuma, za društvo osnovano na racionalnosti i nauci. U de Trasijevom učenju i delovanju zastupljena su četiri činioca, koji se i danas navode u definiciji pojma „ideologija“:
- sistem objašnjenja sveta,
- program delovanja,
- javno delovanje za izvršenje programa, te
- isticanje posebne uloge intelektualaca.

De Trasijeva „ideologija“ je bila službena doktrina Francuske Republike u doba Direktorijuma, 1795.-1799. Središnju ulogu imao je Nacionalni institut koji je osnovao i vodio de Trasi. Kombinujući veru u ličnu slobodu i u racionalno državno planiranje, ideolozi su imali znatan uticaj na duhovni život, politiku i obrazovanje. Iako je to kratko trajalo, taj spoj liberalnih i etatističkih koncepata i danas je snažno prisutan u koncepcijama francuskih stranaka i političara.
De Trasi u knjizi Les éléments d'idéologie (1801) kaže da opštu nauku o idejama možemo nazvati imenima: ideologija, opšta gramatika ili logika. „Ovu nauku možemo nazvati ideologija, ukoliko obraćamo pažnju samo na predmet; opšta gramatika, ukoliko vodimo računa samo o sredstvu, te logikom ukoliko imamo u vidu samo cilj. Ma kakvo joj ime dali, ona nužno sadrži ova tri dela, jer ne možemo se baviti nijednim od njih, a da se ne bavimo i sa druga dva. Ideologija je po mom mišljenju generički termin, jer nauka o idejama uključuje u sebi nauku o njihovom izražavanju i nauku o njihovom izvođenju.“
Ideolozi su kritikovali sve dotadašnje filozofije, nazivajući ih metafizičkim. Sve duhovne nauke i praktičke discipline (etika, politika, odgoj idr.) oni radikalno reinterpretiraju, nastojeći sistematski da grade od čulne osnove.
U XX veku, logički pozitivisti na jednak način nastoji da izgradi sve nauke počevši od osnovnih, opažajnih činjenica.
Termin ideologija dobiva novo, pogrdno značenje kada je Napoleon filozofe koji su se kritički odnosili prema njegovim cezarističkim i osvajačkim pothvatima posprdno nazvao „ideolozima“, u smislu sterilnih teoretičara, čije teorije nemaju veze s realnošću. Preuzevši vlast, Napoleon je isprva podržavao „ideologe“, ali od 1802. marginaliziranjem Instituta suzbija njihov uticaj. Kasnije će čak i svoj poraz u Rusiji 1812. pripisati njihovom negativnom uticaju.

## Marks i Engels: iskrivljena svest
Kod Marksa i Engelsa ideologija je sistem ideja povezan s vladajućom klasom i vladajućim društveno-ekonomskim odnosima, usmeren na opravdanje postojećeg poretka (u njihovo doba, kapitalističkog). Kao i kod prosvetitelja, ideologije neminovno prikazuju stvarni svet iskrivljeno: predstavljaju lažnu svest.
Marks i Engels uvode međutim važan pojam fetišizma svesti, koji je karakteristika ideologija: svet ideja zamišlja se kao samostalan, nezavisan o materijalnoj i društvenoj osnovi. Zastupnici postojećeg poretka i vladajućih klasa zaista veruju u svoje ideje, one su razrađene u složen sistem čiju lažnost nije jednostavno pokazati. To nisu naprosto „dogme i predrasude“ za koje se lako može uvideti da su lažne, čim im se suprotstave „ispravne“ ideje; iluzija prosvetitelja da je to moguće izraz je njihove buržoaske ideologije. Umesto puke „borbe ideja“ potrebna je složena analiza stvarnosti i organizirana društvena (klasna) borba da se stvarnost promeni.

### Nemačka ideologija
Svoj mladalački spis „Nemačka ideologija“ (1846) Marks i Engels započinju ukazivanjem na fetišizam svesti: „Ljudi su dosad neprestano stvarali krive predodžbe o samima sebi, o tome šta su, ili šta bi trebalo da budu. Svoje odnose uređivali su prema svojim predodžbama o bogu, o normalnom čoveku itd. Proizvodi njihove glave prerasli su njihovu glavu. Oni, tvorci, poklekli su pred svojim tvorevinama.“ (Rani radovi. стр. 357) Ove rečenice opisuju zaključke do kojih su došli filozofi mladohegelovci, koje Marks i Engels prihvaćaju i razrađuju u pojmu otuđenja, ali nemilosrdno ismevaju ideji mladohegelovaca da se sa pogrešnim predodžbama koje ljudi imaju može obračunati u samim mislima, u filozofiji. „Nijednom od ovih filozofa nije uopšte palo na pamet da postavi pitanje o vezi nemačke filozofije s nemačkom stvarnošću, o vezi njihove kritike s njihovom vlastitom materijalnom okolinom.“ (pp. 364)
Marks i Engels postavljaju sebi pitanje o toj povezanosti, podstaknuti materijalističkom teorijom Ludviga Fojerbaha i svojim bavljenjem političkom ekonomijom; odmah sledi i odgovor: ideje koje ljudi o sebi imaju posve su uslovljene „stvarnim životnim procesom“.
Umesto uzaludnog kretanja u krugu samih ideja i „idejne borbe“, treba se pozabaviti njihovim pretpostavkama. „Pretpostavke s kojima mi počinjemo nisu proizvoljne, nisu dogme, to su stvarne pretpostavke, od kojih se može apstrahovati samo u mašti. To su stvarne individue, njihova delatnost i njihovi materijalni životni uslovi kako zatečeni, tako i njihovim vlastitim delovanjem stvoreni. Ove pretpostavke mogu se, dakle, konstatovati čisto empirijskim putem.“ (pp. 364)
Ovdje Marks i Engels formulišu učenje, koje će kasnije biti nazvano istorijski materijalizam. „Određene individue, koje na određeni način proizvode, stupaju u određene društvene i političke odnose. (…) Društveno uređenje i država stalno proizlaze iz životnog procesa određenih individua; ali ovih individua, ne takvih, kakvi bi mogli izgledati u svojim ili tuđim predodžbama, nego kakvi su u stvarnosti, tj. kako deluju i materijalno proizvode. (…) Isto vredi i za duhovnu proizvodnju, kako se ona ispoljava u jeziku politike, zakona, morala, religije, metafizike itd. jednog naroda. Ljudi su proizvođači svojih predodžbi, ideja itd., ali stvarni, dejstvujući ljudi, kakvi su uslovljeni određenim razvitkom svojih proizvodnih snaga i njima odgovarajućih odnosa. (…) Maglovite slike u mozgu ljudi nužni su sublimati materijalnog procesa njihova života, vezanog za materijalne pretpostavke, koji se mogu ustanoviti pomoću iskustva. Moral, religija, metafizika i ostala ideologija i njima odgovarajući oblici svesti ne mogu dalje zadržati privid svoje samostalnosti. Oni nemaju istorije, nemaju razvitka, nego ljudi koji razvijaju svoju materijalnu proizvodnju i svoj materijalni odnos, menjaju zajedno s ovom svojom stvarnošću i svoje mišljenje i proizvode svoga mišljenja. Ne određuje svest život, nego život određuje svest.“ (pp. 370–371)
Prikazom „aktivnog procesa života“ na mesto ideologija stupa „stvarna pozitivna nauka“. Istorija prestaje da bude „zbir mrtvih činjenica kao kod empiričara (…) ili imaginarna aktivnost imaginarnih subjekata kao kod idealista“, a filozofija gubi svoj samostalni „medijum egzistencije“. (pp. 371)

### Funkcije ideologije
Funkcije ideologije proizlaze iz karaktera uslova u kojima je nastala. Stoga svaka ideologija nosi i određena svojstva koja određuju i modalitete njenih funkcija. S obzirom na karakter ideologije moguće je izdvojiti njene dve globalne funkcije:
- pozitivna i
- negativna.

Pozitivna funkcija se manifestuje u tome kada ideologija posreduje kao pozitivan faktor u društvenom razvoju - pokretač društvenog napretka, dok se negativna funkcija ispoljava kao demotivacijsko i retrogradno delovanje ideologije u društvu, a posebno u reakcionarnom i konzervativnom smislu.
Prema nivou formiranja opsega i karaktera uticaja moguće je izdvojiti najmanje tri nivoa funkcija ideologije:
- Prvi nivo je onaj gde se ideologija shvata i koristi kao instrument izražavanja pripadnosti određenoj društvenoj grupi, određenoj klasi, stranci itd.
- Drugi nivo je upotreba ideologije u socijalno-klasnom i statusnom razlikovanju i povezivanju unutar klase, tj. socijalne stratifikacije društva.
- Treći nivo je posredovanje ideologije u društvenim i političkim promenama i to:
  1. reforme klasnog ili socijalnog sistema i političke vlasti.
  2. radikalna izmena klasnih odnosa, socijalnog sistema i postojećeg oblika vlasti.
  3. očuvanje statusa quo u društvenim odnosima, zaštita i održanje postojećih institucija i modela vlasti u društvu.
- Četvrti nivo je posrednička i instrumentalna uloga ideologije u političkom organiziranju društva i oblika vlasti kroz forme političke borbe (nadmetanja) i političkog delovanja: od organiziranja u političke stranke i društvene grupe za pritisak do organiziranja političkog nadmetanja na izborima, zatim osvajanja ili zadržavanja pozicija vlasti i donošenja ključnih političko-pravnih (zakonskih) i materijalnih odluka značajnih za čitavo društvo.

Na svim spomenutim nivoima osnovna karakteristika ideologije je težnja da se, upravo, taj oblik ideologije prezentira i nametne kao dominantan, univerzalan i svrsishodan, uz istovremeno kritičko i iskrivljeno predstavljanje drugih ideoloških koncepcija i mogućnosti u društvu. S obzirom na to i konkretne funkcije koje ima ili može imati ideologija, te njene manifestirajuće oblike, možemo razlikovati nekoliko tipova ideologije:
1. Prvo, ideologija društvene grupe (npr. birokratije, tehnokratije, nacije, itd.)
2. Drugo, ideologija klase (vladajuće ili subordinirane klase)
3. Treće, ideologija profesije (političara, managera, pravnika, umetnika, radnika, itd.)
4. Četvrto, stranačka ideologija (građanske, demokratske, socijalističke, komunističke, fašističke, nacionalne, religijske stranke, partija, itd.)
5. Peto, individualističke (neizdiferencirane) ideologije (ideologije neorganiziranih pojedinaca, naučnika, umetnika, i dr.)

S obzirom na javnu poziciju (položaj) ideologije mogu biti:
- vladajuće
- periferne ili subordinirane

S obzirom na način postizanja cilja:
- reformističke
- revolucionarne.

Prema sadržaju ideologije mogu biti:
- reakcijske
- konzervativne
- progresivne (liberalne)
- radikalne.
  - Reakcijske ideologije su one koje teže povratku na staro ili sugeriraju društveni sklop, društvo, model društvenih odnosa koji je zasnovan na elementima nesloboda, represije, diskriminacije itd.
  - Konzervativne ideologije su one koje teže zadržavanju status quo u društvu.
  - Progresivne (liberalne) ideologije odlikuju se težnjom prevazilaženja tradicionalnog u korist društvenih promena i inovacija.
  - Radikalne ideologije teže korenitoj, totalnoj promeni društva i istorijski-kritičkom razumevanju ljudske prakse.

## Pareto: ideologije kao „derivat“
Italijanski ekonomist i sociolog Vilfredo Pareto razvio je tzv. pozitivističko učenje o ideologijama. Ljudi se u svojem društvenom delovanju rukovode osećajima, raspoloženjima i aspiracijama, koji su raznoliki i promenljivi; ali oni uvek nastoje svom delovanju dati privid logičnosti, doslednosti i koherentnosti. To se njihovo nastojanje derivira u sistemu političko-svetonazorskih vrednovanja, koja nazivamo ideologijama. Različite društvene elite rukovode se raznim ideologijama u svom društvenom delovanju.
Teodor Gajger proširio je primenu paretovih pojmova, koristeći pojam derivacija za svako teorijsko opravdanje afektivnih i životnih angažmana. Pojedinci razvijaju takve teorije (ideologije), ali da bismo shvatili kako su one „derivisane“ moramo uzeti u obzir i njihovo društveno okruženje: mentalitet društva ili društvene grupe u kojoj deluju, prevladavajuće „duševne dispozicije“, dominantan „socio-psihološki karakter“.

## Karl Manhajm: sociologija znanja
Nasuprot pozitivističkoj teoriji, drugačiji pristup problemu ideologija razvijen je u sociologiji znanja, koju su zasnovali Maks Šeler i Karl Manhajm. Manhajm je razvio tzv. „totalni pojam ideologije“: treba imati hrabrosti da kao ideološka promatramo ne samo protivnička stajališta nego načelno sva, pa i vlastita. Tim postupkom, od običnog učenja o ideologiji nastaje sociologija znanja. Svako mišljenje u duhovnim naukama je ideološko, tj. vezano uz konkretnu egzistenciju, uslovljeno i relativno. Ideologija izražava „totalnu svest“ neke epohe ili grupe.
Manhajm međutim odbacuje „relativizam“ (skepticizam) koji bi mogao biti posledica ovakvog stava. Moguć je napredak spoznaje kroz analizu istorijskih i društvenih uslovljenosti, za koje on koristi termin relacionizam.
Povezan s pojmom ideologija kod Manhajma je pojam utopija: ideologija je sistem mišljenja usmeren zaštiti poretka, ali iz sebe same ona stvara utopiju kao trancendiranje tog okvira; utopija može biti idejni osnov za revoluciju, koja ruši zatečeni poredak.
Svako je mišljenje o društvu i duhu društveno uslovljeno; zahtev za objektivnom spoznajom istine ne može se nikada zadovoljiti. Nijedno posebno mišljenje, nijedna posebna „ideologija“, ne može pretendovati da je ispravnija od drugih. Jedini koji se idealu objektivne spoznaje mogu donekle približiti po Manhajmu su „slobodno lebdeći intelektualci“ koji se striktno uzdržavaju od učestvovanja u društvenim i političkim borbama, te stalno sprovode naučno-sociološku samokontrolu vlastitih ideja.

## Kraj Ideologije
Ideologije su se shvatale kao oblik sekularne religije koji zahteva veru i krajnje iracionalne stilove mišljenja.
Tezu o kraju ideologije izneo je američki sociolog Daniel Bel u knjizi Kraj ideologije (1960). Dokazivao je da su ideologije 19. veka na Zapadu iscrpljene s trijumfom socijalno zainteresovanog, liberalnog pragmatizma i opadanjem ekstremističkih ideologija, posebno onih koje su zasnovane na apriornom shvaćanju istine i monističkom rezonovanju - ideologija postaje nevažna.
Kritičari su upozorili da je teza o kraju ideologije takođe ideološka, jer je izražavala specifična kretanja i interese u 1950-im i 1960-ima i davala im posebno tumačenje i smer.
Slomom komunizma, ideja kraja ideologije dobiva nov zamah. Fransis Fukujama u eseju „Kraj istorije?“ iz 1989, obrazlažući ideju o kraju istorije, dokazuje da se završava razdoblje velikih ideologija i ideoloških sukoba i tvrdi da je jedan skup ideja (zapadni liberalizam) pobedio drugi (marksizam-lenjinizam). Za Fukujamu, „kraj istorije“ znači zapravo kraj temeljne ideološke rasprave. Fukujama je takođe doživeo brojne kritike, s raznih strana. Njegove teze proglašene su apologijom trijumfirajućeg kapitalizma u doba raspada Sovjetskog Saveza i propasti komunističkih sistema.
Kasniji razvoj svetskih prilika učinio je Fukujamu tezu o apsolutnom idejnom trijumfu liberalnog kapitalizma neuverljivom. Među teorijski dubokim kritikama ističe se ona Deridaova u njegovom delu Sablasti Marksa. Deridaovo isticanje emancipatorske misli podseća na Manhajmovo isticanje značaja pojma utopije, povezane sa ideologijama.

## Literatura
- Simeunović Dragan, Uvod u političku teoriju, Institut za političke studije, Beograd, 2009.
- The New Enciclopaedia Britanica, 15th edition.
- Mannheim, Karl: Ideologija i utopija, Beograd: Nolit, 1978. (Prvo izdanje na njemačkom 1965)
- Marx, Karl i Engels, Friedrich: Rani radovi, Zagreb: Naprijed, 1985. (7. izdanje. Prvo izdanje 1953)
- Nohlen, Dieter (ur.): Politološki rječnik. Država i politika, Osijek–Zagreb–Split: Pan Liber, 2001. (Original na njemačkom, 1. izd. 1991, 4. izd. 1996)
- Althusser, Louis (1971). „Ideology and Ideological State Apparatuses”. Lenin and Philosophy and Other Essays. Monthly Review Press. ISBN 978-1-58367-039-2.
- Belloni, Claudio, Per la critica dell’ideologia. Filosofia e storia in Marx, Mimesis, Milano-Udine 2013.
- Duncker, Christian (Hg.) Ideologiekritik Aktuell – Ideologies Today. Bd. 1. London . 2008.  978-1-84790-015-9.
- Christian Duncker (2006). Kritische Reflexionen Des Ideologiebegriffes. ISBN 978-1-903343-88-3.
- Eagleton, Terry Ideology. An introduction, Verso. 1991.  978-0-86091-319-1.
- Jacques Ellul. Propaganda: The Formation of Men's Attitudes. Trans. Konrad Kellen & Jean Lerner. New York: Knopf, 1965. New York: Random House/ Vintage 1973
- Gries, Peter Hays (2014). The Politics of American Foreign Policy: How Ideology Divides Liberals and Conservatives over Foreign Affairs. Stanford University Press.
- Hawkes, David (2003). Ideology (2nd изд.). Routledge. ISBN 978-0-415-29012-8.
- Lukács, Georg (1919–23) History and Class Consciousness
- Malesevic, Sinisa and Iain Mackenzie (ed). Ideology after Poststructuralism. London: Pluto Press.
- . Routledge
- Marx, Karl ([1845-46] 1932) The German Ideology * Minogue, Kenneth (1985). Alien Powers: The Pure Theory of Ideology. Palgrave Macmillan. ISBN 978-0-312-01860-3.
- Minar, David M. (1961) "Ideology and Political Behavior", Midwest Journal of Political Science. Midwest Political Science Association.
- Mullins, Willard A. (1972) "On the Concept of Ideology in Political Science." The American Political Science Review. American Political Science Association.
- Sorce Keller, Marcello. “Why is Music so Ideological, Why Do Totalitarian States Take It So Seriously: A Personal View from History, and the Social Sciences”, Journal of Musicological Research, XXVI(2007), no. 2-3. стр. 91–122.